# 1168

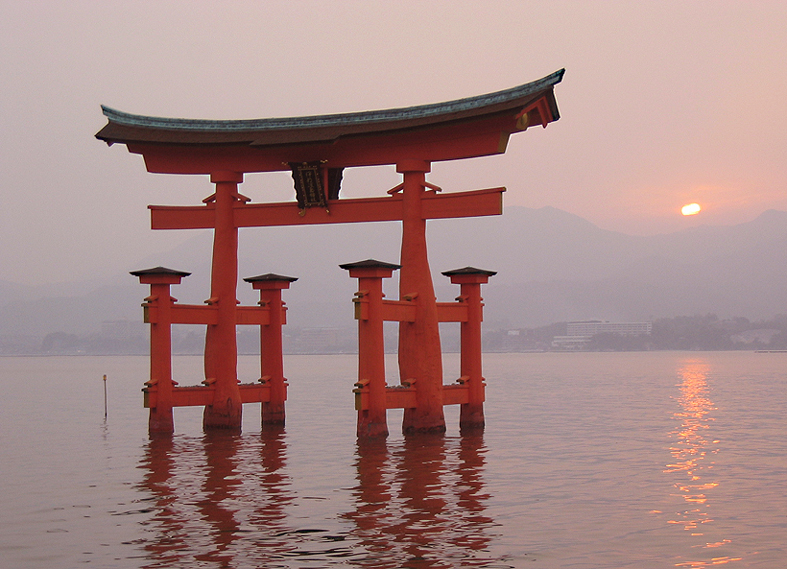
De Itsukushima-schrijn. De huidige schrijn dateert uit de 16e eeuw, maar het ontwerp is sinds 1168 onveranderd.

Het jaar 1168 is het 68e jaar in de 12e eeuw volgens de christelijke jaartelling.

## Gebeurtenissen
- 1 februari - In de Dom van Minden trouwt Hendrik de Leeuw, hertog van Saksen, met Mathilde Plantagenet, dochter van Hendrik II van Engeland.
- 20 november - Paschalis III opgevolgd door Giovanni di Struma als tegenpaus Calixtus III.

zonder datum
- De Denen onder Waldemar I veroveren Arkona, de hoofdstad van de Wenden. Rügen wordt een Deense bezitting, en de kerstening van de Wenden wordt begonnen.
- De Chichimeken plunderen en verwoesten de Tolteekse hoofdstad Tollan. (vermoedelijke jaartal)
- Keizer Frederik Barbarossa bevestigt het hertogelijk gezag van de bisschop van Würzburg in Franken. Dit wordt beschouwd als het begin van het prinsbisdom Würzburg.
- Amalrik I van Jeruzalem valt opnieuw Bilbeis aan, en richt een slachting aan onder de inwoners.
- Er wordt een dwarsdam aangelegd in de Zwinbedding, die zijn naam aan de stad Damme zal verlenen.
- Stefanus III van Hongarije trouwt met Agnes van Oostenrijk
- Voor het eerst vermeld: La Louvière, Pecq, Sengwarden, Zandbergen

## Opvolging
- aartsbisdom Bremen - Hartwig I van Stade opgevolgd door Boudewijn van Holland
- Japan - Rokujo opgevolgd door zijn oom Takakura
- Leuchtenberg - Gerard II opgevolgd door Diepold I
- Nevers - Willem IV opgevolgd door zijn broer Gwijde
- aartsbisdom Salzburg - Koenraad van Babenberg opgevolgd door Adalbert III van Bohemen
- Vlaanderen - Diederik van de Elzas opgevolgd door zijn zoon Filips

## Afbeeldingen

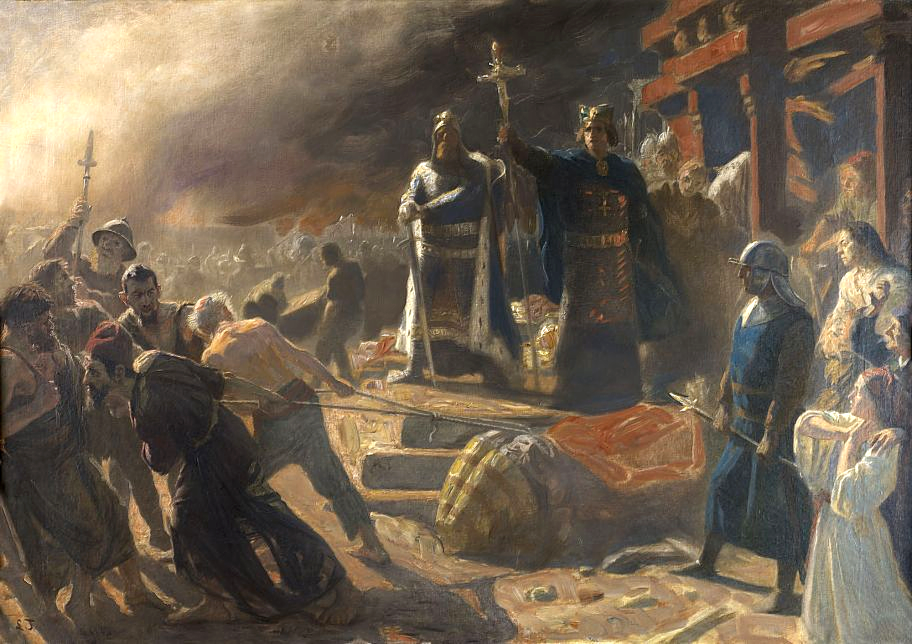
Na de verovering van Arkona laat bisschop Absalon een afgodsbeeld vernietigen
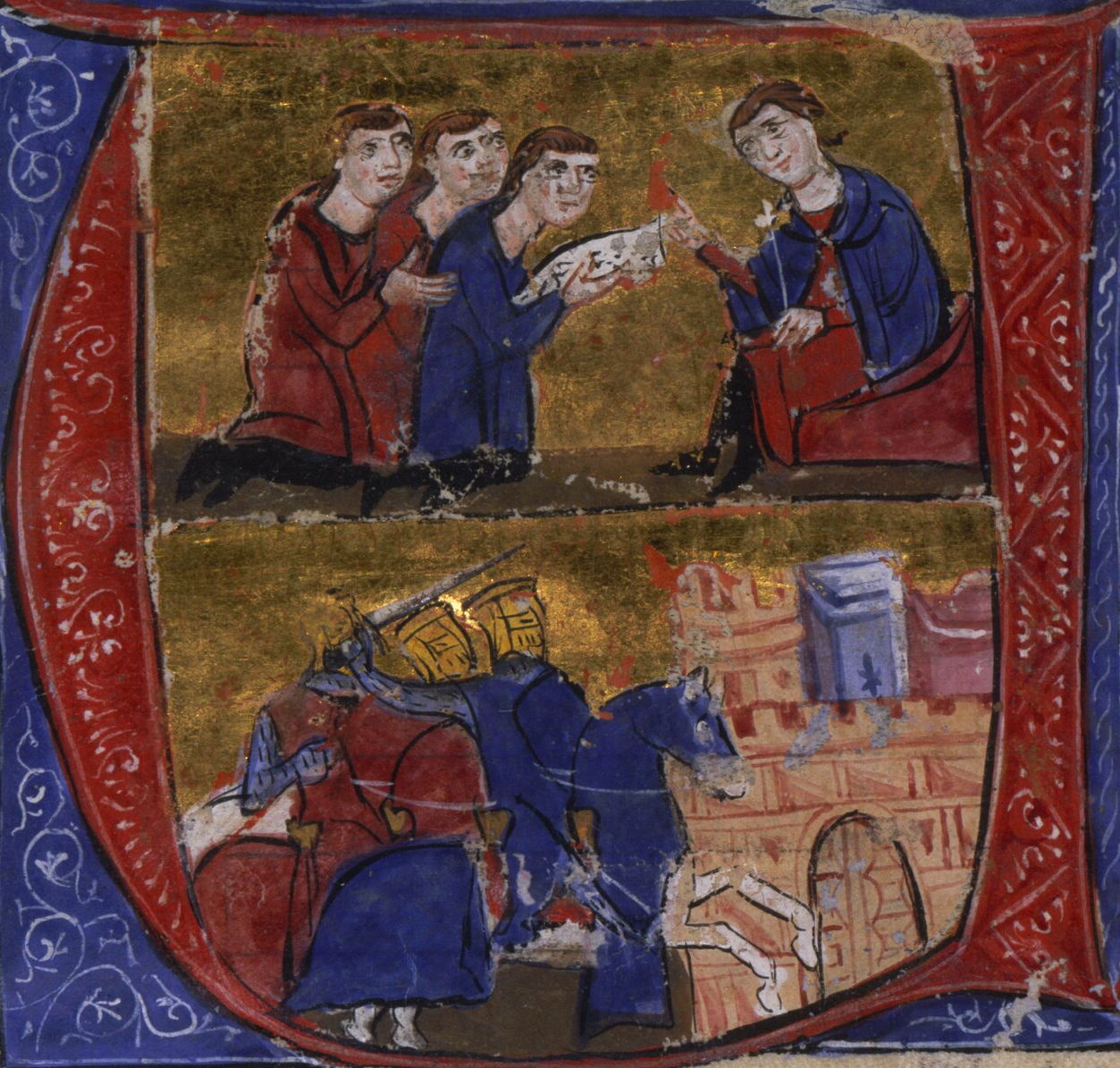
Verbond tussen Manuel I Komnenos van Byzantium en Amalrik I van Jeruzalem
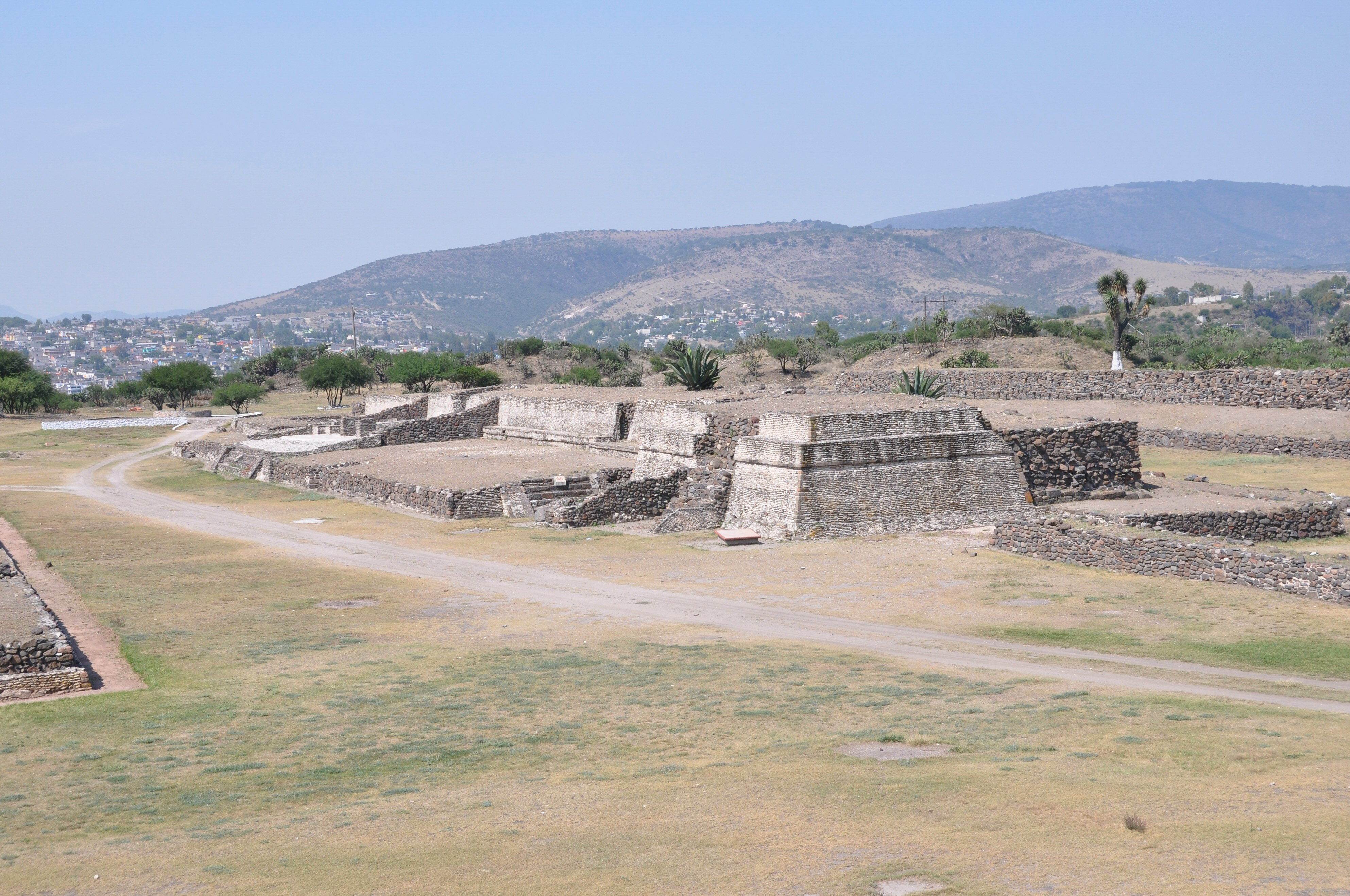
Tollan

## Geboren
- Isabella van Toron, echtgenote van Ruben III van Armenië
- Robert van Courtenay-Champignelles, Frans edelman
- Song Ningzong, keizer van Song-China (1194-1224)
- Willem V, graaf van Nevers

## Overleden
- 4 januari - Diederik van de Elzas, graaf van Vlaanderen
- 8 april - Gosewijn II van Valkenburg-Heinsberg, Duits edelman (of 1167)
- 20 september - Paschalis III, tegenpaus (1164-1168)
- 28 september - Koenraad van Babenberg, aartsbisschop van Salzburg
- 24 oktober - Willem IV, graaf van Nevers
- Allard van Egmont, Hollands edelman
- Hendrik van Bourbourg, Frans edelman